# Llengües tuu
Les llengües Tuu són una subfamília de llengües integrades dins de la família de les llengües khoisànides, que consisteix en dos grups de llengües parlades a Botswana i Sud-àfrica, el Taa i el !Kwi, cadascun amb una llengua encara viva: la llengua !Xóõ o Taa i la llengua Nǁng. La relació entre les dues branques no es posa en dubte, però no és estreta.
El nom Tuu prové d'una paraula que significa "persona", comuna a les dues branques de la família.

## Llengües
- Taa
  - ǃXóõ (un continu dialectal)
  - Nossob inferior (dos dialectes, ǀʼAuni i Kuǀhaasi) †
- ǃKwi (ǃUi)
  - Nǁng (un cúmul de dialectes; greument amenaçat amb 2 parlants vius l'any 2020)
  - ǀXam (un cúmul de dialectes, inclòs el Nǀuusaa) †
  - ǂUngkue †
  - ǁXegwi †
  - ǃGãǃne †